# David P. Richardson

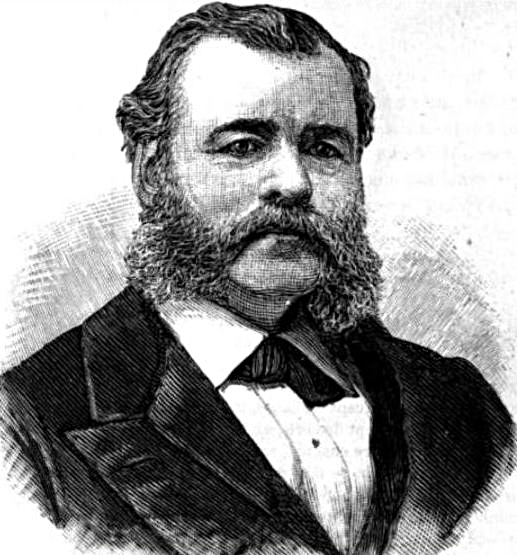
David P. Richardson

David Plunket Richardson (* 28. Mai 1833 in Macedon, Wayne County, New York; † 21. Juni 1904 in Angelica, New York) war ein US-amerikanischer Politiker. Zwischen 1879 und 1883 vertrat er den Bundesstaat New York im US-Repräsentantenhaus.

## Werdegang
David Richardson besuchte die öffentlichen Schulen seiner Heimat. Im Jahr 1856 absolvierte er das Yale College. Nach einem anschließenden Jurastudium in Rochester und seiner 1859 erfolgten Zulassung als Rechtsanwalt begann er in diesem Beruf zu arbeiten. Seit 1861 diente er während des Bürgerkrieges über drei Jahre lang im Heer der Union. Ab 1866 lebte er in der Gemeinde Angelica im Allegany County.
Politisch schloss sich Richardson der Republikanischen Partei an. Bei den Kongresswahlen des Jahres 1878 wurde er im 29. Wahlbezirk von New York in das US-Repräsentantenhaus in Washington, D.C. gewählt, wo er am 4. März 1879 die Nachfolge von John N. Hungerford antrat. Nach einer Wiederwahl konnte er bis zum 3. März 1883 zwei Legislaturperioden im Kongress absolvieren.
Im Jahr 1882 verzichtete Richardson auf eine weitere Kongresskandidatur. Nach dem Ende seiner Zeit im US-Repräsentantenhaus praktizierte er wieder als Anwalt. Er starb am 21. Juni 1904 in Angelica, wo er auch beigesetzt wurde.